# Назарбаєва Алія Нурсултанівна
Алія Нурсултанівна Назарбаєва (каз. Әлия Нұрсұлтанқызы Назарбаева; нар. 3 лютого 1980, Алма-Ата, Казахська РСР) — казахстанська громадська діячка, кінопродюсерка та підприємиця. Лауреатка Державної премії Республіки Казахстан у галузі літератури та мистецтва (2018).

## Життєпис
Молодша дочка першого президента Казахстану Нурсултана Назарбаєва.
Закінчила Республіканську музичну школу ім. К. Байсеїтова в Алма-Аті. Навчалася на факультеті міжнародних відносин у Річмондському університеті в Лондоні, а також на факультеті міжнародних відносин Університету Джорджа Вашингтона у США.
У 1998—2001 роках була одружена зі старшим сином президента Киргизії Аскара Акаєва Айдаром. В 2001 році закінчила юридичний факультет Казахської державної юридичної академії за спеціальністю «правознавство».
2002 року одружилася з казахстанським бізнесменом Даніяром Хасеновим. 2016 року рішенням Державної атестаційної комісії Казахського національного університету ім. Аль-Фарабі присуджено ступінь магістра економіки та бізнесу за спеціальністю «Економіка. Управління інноваційною економікою». 2007 народила дочку Тіару, 2011 дочку Алсару. Розлучилася.
В 2015 році одружилася з Дімашем Досановим. У 2016 році народила сина Алдіяра. У 2018 році народила доньку Айлану.
Володіє казахською, російською та англійською мовами.

## Громадська діяльність
- Голова опікунської ради Національного науково-практичного та оздоровчого центру «Бобек».
- Засновниця Фонду «Жандану әлемі».
- Засновниця Фонду розвитку суспільно значимих ініціатив.
- Авторка та генеральна продюсерка Національного дитячого пісенного конкурсу «Бала дауиси».
- Голова президії Асоціації екологічних організацій Казахстану[4].
- Керівниця опікунської ради Міжнародного центру зелених технологій та інвестиційних проєктів.
- Голова ради молодіжних трудових загонів «Жасил їв»[5].

У 2017 Алія Назарбаєва започаткувала Фонд розвитку суспільно значущих ініціатив, діяльність якого спрямована на практичне впровадження міжнародного досвіду в галузі безперервної екологічної освіти дітей дошкільного віку, розвитку системи компетентнісної передпрофільної освіти, підвищення кваліфікації діючих інженерно-технічних працівників. З 2019 року фонд спільно з Міністерством освіти і науки Казахстану проводиться національна премія «Вчитель Казахстану» в рамках глобальної премії «Вчитель Світу».
Виступаючи 8 грудня 2018 року на закритті чергового сезону конкурсу «Бала дауиси», Алія Назарбаєва закликала дорослих замислитись над тим, яку спадщину вони залишать своїм дітям. «Я як мама чотирьох дітей дуже хочу, щоб мої діти жили у світі, де панує чиста екологія, живуть добрі та чуйні люди, де процвітають духовні цінності. І тільки ми з вами спільно можемо і маємо це зробити. І починати треба з себе».
2021 року Алія Назарбаєва презентувала книгу «Місце сили». Кошти з продажу книги були спрямовані на спільну із європейським фондом SUGI програму озеленення регіонів Казахстану.

## Екологічні ініціативи
Є співавторкою підручника «Екологія та сталий розвиток» для 10-11-х класів, елективного курсу «Екологічна культура» для 6-7-х класів, навчально-розвивального комплексу «Зелена планета дитинства» для дітей дошкільного та молодшого шкільного віку.
Алія Назарбаєва ініціювала проєкт «Еко-Challenge» — конкурс, спрямований на розвиток системної роботи з просування роздільного збору ТПВ. У проєкті взяли участь понад 82 тисячі дітей.
28 квітня 2018 року в Астані в рамках круглого столу на тему екологічних проблем Казахстану виступила як голова президії асоціації екологічних організацій з пропозицією законодавчо закріпити термін «зелена економіка» у новому Екологічному кодексі. Вона заявила про погіршення екології та закликала впроваджувати комплексні заходи: «Перед вітчизняним бізнесом уже з 2020 року виникає нова реальність зі своїми обмеженнями, ризиками та потенційними вигодами. Невиконання національних зобов'язань призведе до обмеження доступу казахстанських товарів на світові ринки, а також до застосування інших економічних санкцій».

## Кар'єра
Працювала консультанткою загального відділу Адміністрації Президента Казахстану, генеральною директором ТОВ «Caspian Industries Ltd» (мінеральна питна вода), головою Ради директорів ТОВ «Елітбуд». Є засновницею першого в Республіці Казахстан багатофункціонального спортивно-оздоровчого комплексу Wellness Club LUXOR.
У 2011 році у співпраці з італійським ювелірним будинком Damiani запустила лінію прикрас під однойменною назвою Alsara.

## Кіноіндустрія
Засновниця ТОВ «Новий світ продакшн».
Продюсерка документального фільму з екологічної тематики «Пробудження», 2012 рік.
На замовлення телеканалу «Хабар» у 2014 році створено два цикли документальних фільмів «Спадщина Землі» із оглядом світових екологічних проблем. Фрагменти фільмів увійшли як відеододаток до шкільного підручника «Екологія та сталий розвиток». У телевізійному прокаті нині п'ять документальних фільмів на екологічні теми та чотири рекламні ролики, підготовлених також ТОВ «Новий світ продакшн».
Генеральний продюсер фільму «Дорога до матері» (2016). Прем'єрний прокат у кінотеатрах Казахстану тривав шість тижнів. Гала-покази відбулися у 12 країнах світу. Фільм отримав нагороди на шести міжнародних кінофестивалях, зокрема головний приз міжнародного фестивалю в Хорватії та Гран-прі на Міжнародному кінофестивалі «Євразійський міст» та інші.
Продюсерка документального фільму про основи гуманної педагогіки «У пошуках Вчителя» (2018). Після показу на телеканалі «Хабар» фільм набув великого резонансу в суспільстві. Фільм показали також у багатьох школах Казахстану для педагогів та батьків.
2018 року Алія Назарбаєва виступила генеральним продюсером історичної кінокартини «Томіріс», вихід якої на екрани був намічений на травень 2019 року.

## Нагороди та звання
У 2013 році була удостоєна премії Fashion TV Awards за відродження національних ідей у ювелірному мистецтві.
У 2018 році отримала Державну премію Республіки Казахстан у галузі літератури та мистецтва за участь у створенні повнометражного фільму «Анаға апарар жол» («Дорога до матері»). Алія Назарбаєва є продюсеркою картини.